# Sybra iconica
Sybra iconica là một loài bọ cánh cứng trong họ Cerambycidae.